# Steve Heard
Steven Philip Heard, detto Steve (Royal Tunbridge Wells, 29 aprile 1962), è un ex mezzofondista e velocista britannico.

## Palmarès

### Europei indoor
- 1 medaglia:
  - 1 oro (L'Aia 1989 negli 800 m piani)

## Altre competizioni internazionali
1989
- 7º ai Bislett Games ( Oslo), 800 m piani - 1'46"10

1990
- 6º ai Bislett Games ( Oslo), 800 m piani - 1'46"43